# فيلادلفيا دائما مشمسة
فيلادلفيا دائِماً مُشمِسة (بالإنجليزية: It's Always Sunny in Philadelphia) مُسلسل كوميدي أمريكي، عُرض على قَناة «FX» في 4 أغسطس، 2005. نُقِل المُسلسل إلى قناة «FXX» في مَوسِمهُ التاسِع. المُسلسل من إعداد روب ماكيلهيني، الذي طَورهُ مع غلين هاورتون. أنتجهُ وكَتَبهُ ماكيلهيني، هاورتون وتشارلي داي، الذينَ ظهروا في المُسلسل مع كايتلين اولسون، وداني ديفيتو. يُتابع المُسلسل مُغامرات «الشلّة»، مَجموعة من الأصدِقاء الأنانيين الذين يُديرون حانة «باديز» في جَنوب فيلادلفيا، بنسلفانيا.
إنتهى عرض الموسم الحادي عشر من المُسلسل في 9 مارس، 2016، وجُدد لِموسم ثاني عشر بدأ عرضهُ في 4 يناير، 2017. وفي 1 أبريل، 2016، جُدد المُسلسل لموسمين آخَرين ثالث عشر ورابع عشر، ما يجعله من أطول المُسلسلات الكوميدية عرضاً في تاريخ التلفزيون الأمريكي.

## أحداث المُسلسل
يُتابع المُسلسل حياة مجموعة من خمسة أصدقاء «الشلّة»: التوأمين دينيس رينولدز (غلين هاورتين) ودياندرا «سويت دي» رينولدز (كايتلين أولسون)، وأصدِقائهم تشارلي كيلي (تشارلي داي) ورونالد «ماك» ماكدونالد (روب ماكيلهيني)، و (من الموسم الثاني فصاعداً) فرانك رينولدز (داني ديفيتو)، الرجل الذي ربّى دينيس ودي. تُدير الشلّة حانة باديز في جنوب فيلايلفيا.
يُظهر كُل عضوٍ من المجموعة درجة متفاوته من الخداع، الغرور، الأنانية، الجشع، التفاهة، الجهل، الكسل والأساليب اللأخلاقية وعادة ما يرتبطون بأعمالٍ مشبوهة. في كُل حلقة عادة ما يخطط أعضاء المجموعة ويتآمرون ويخططون ضد بعضهم البعض أو ضد غيرهم. لتحقيق مكاسب شخصية والانتقام أو للتسلية فقط.
دائماً ماكانت وحدة المجموعة مَحل تشكيك إذ ينقلب أحدهم على الآخر بسهولة لتحقيق الربح والمكاسب الشخصية مهما كانت العواقب. مُعضم حواراتهم تَنطوي على الجدال والصراخ بين بعضهم البعض.
خلال الموسم السابع في الحلقة السابعة، تقتحمُ المجموعة منزلَ عائلةٍ ما ويتوجب عليهم الاختباء منهم عندما يعودون للمنزل، يتبين جوهر طريقة عمل المجموعة في مونولوج دينيس الغاضب قائلاً:
| فيلادلفيا دائما مشمسة | نحن نُصَعِد الامور بسرعة... يأتي أحدنا بفكرةٍ سَخيفة، و يوافقُ الجَميع عَليها، لا أحد يفكر أو يحاول إيقافنا، الجميع يتحدث عن أفكار غبية واحدة تلو الاخرى! بعدها نَجدُ أنفُسنا نقتحم منزلُ شخصاً ما – وصاحبه موجود فيه! – دينيس رينولدز | فيلادلفيا دائما مشمسة |

## المُمثلين والشخصيات

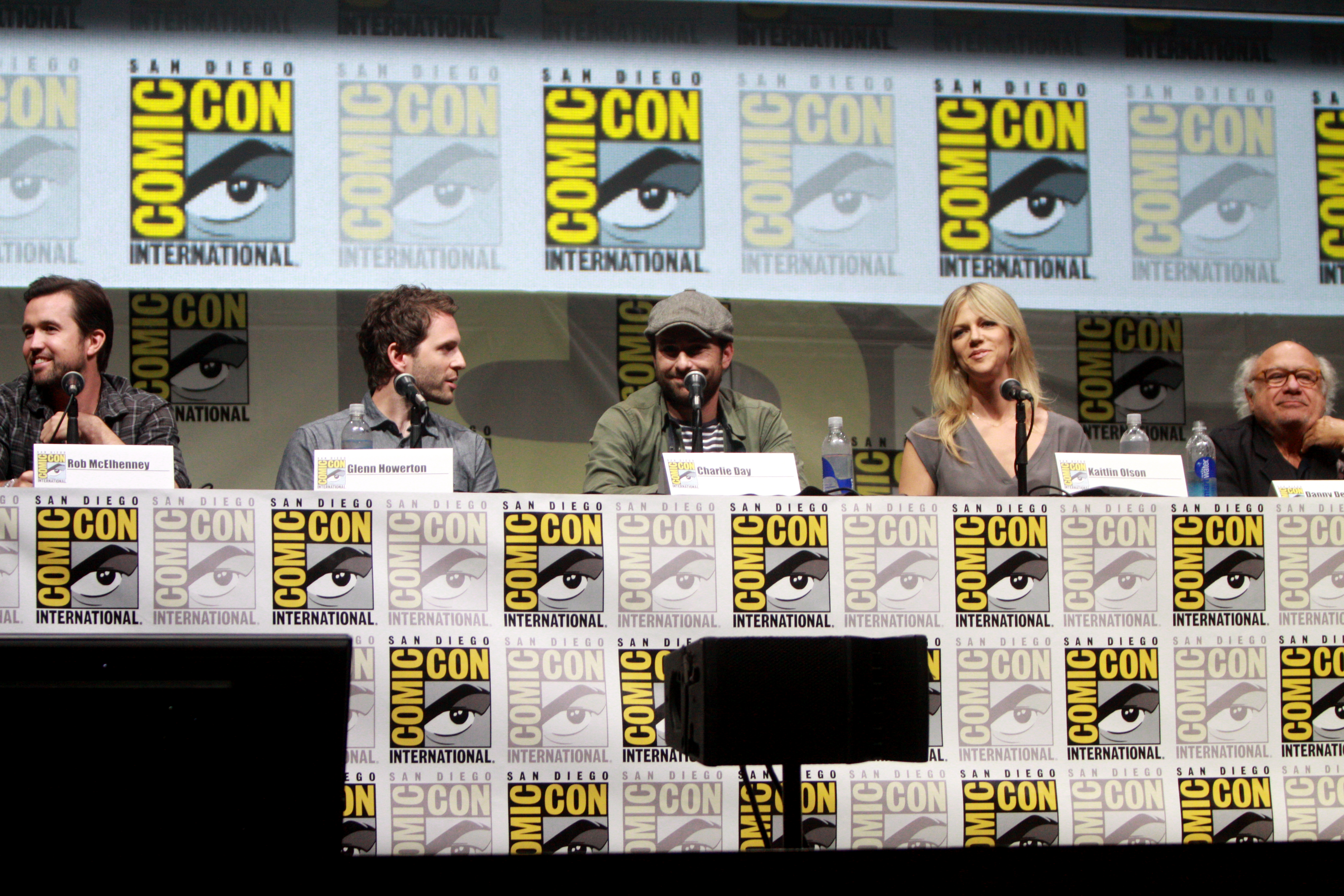
ماكيلهيني، هاورتون، داي، اولسون وديفيتو.

- تشارلي داي بدور تشارلي كيلي – يشترك تشارلي بملكية حانة باديز، لكنهُ قايض حصتهُ بالبضائع والخدمات، نصف شطيرة، وأشياءاً أخرى. تشارلي صديق ماك منذ الطفولة وكان زميل دينيس ودي في المدرسة الثانوية. وهو شريك فرانك بالسكن. قام تشارلي بأعمال صيانة في الحانة (عرفت بـ«تشارلي يعمل»). لايجيد تشارلي القراءة والكتابة وهو مُدمن على الكحول؛ كما ظهر عدة مرات وهو يشم الصمغ والأصباغ. يعيش تشارلي مع فرانك في ظروف مزرية بشقةٍ متهدمة تنتشر فيها الحشرات، ويعاني من مشاكل نفسية عميقة، تطارده في أحلامهُ شخصية تُعرف بــ «رجل الليل»؛ الذي يقتحم المنزل ويعتدي عليه. لتشارلي هوس شديد مع «النادلة»، شخصية متكررة تجد تشارلي بغيضاً ولا تهتم له. وبالرغم من كل هذه الصفات يُعتبر تشارلي الشخص الخلوق والأكثر رأفة في المجموعة.
- غلين هاورتون بدور دينيس رينولدز – يشترك دينيس بملكية الحانة وهو شقيق دي التوأم. ببساطة دينيس هو الشخض الأكثر اختلالاً بالمجموعة. يُعزى غرور دينيس إلى تعليمهُ إذ إرتاد جامعة بنسلفانيا ودرس علم النفس.
- روب ماكيلهيني بدور رونالد «ماك» ماكدونالد – يشترك ماك بملكية الحانة. وهو صديق تشارلي منذ الطفولة وزميل دينيس بالمدرسة الثانوية وزميلهُ بالسكن لاحقاً. والده مُدان محكوم قضى مُعضم حياتهُ في السجن، عادةً مايحاول ماك إثبات صلابته ويدعو نفسهُ «مأمور حانة باديز». كما يتباهى بقوته القتالية، لكنهُ عادةً ما يهرب من المواجهات. ماك مسيحياً كاثوليكياً وعادة ما يُعبر عن أراءهِ الاصولية المسيحية.
- كايتلين اولسون بدور دياندرا «سويت دي» رينولدز – هي شقيقة دينيس التوأم والنادلة الأساسية في حانة باديز. تحلم دي بأن تكون ممثلة بالرغم من إنها لاتمتلك أي موهبة وتعاني من رهاب المسرح. إرتدت دي مقوم ظهر حديدي في المدرسة الثانوية، ما تركها مع لقب «الوحش الحديدي». إرتادت جامعة بنسلفانيا لكنها فشلت في حصصها. تعيش دي في شقة وحدها. عادة ما يستهان بأفكارها من قبل الآخرين. ويعيد أحدهم ما قالت كلمة-بكلمة ويدعي بإنها فكرتهُ ويرى الجميع بإنها فكرة جيدة.
- داني ديفيتو بدور فرانك رينولدز – (الموسم الثاني – الآن) – هو زوج والدة دي ودينيس، وقد يكون والد زميلهُ في السكن تشارلي. كان فرانك رجل أعمال ناجح سابقاً، ولهُ صِلات بالأعمال الغير قانونية. لكنهُ قرر ترك كل ذلك وهجر زوجته الخائنة.

## الحلقات
| الموسم | الموسم | عدد الحلقات | تاريخ البث الأصلي | تاريخ البث الأصلي | تاريخ البث الأصلي |
| الموسم | الموسم | عدد الحلقات | أول عرض           | اخر عرض           | القناة            |
| ------ | ------ | ----------- | ----------------- | ----------------- | ----------------- |
|        | 1      | 7           | 4 أغسطس، 2005     | 15 سبتمبر، 2005   | FX                |
|        | 2      | 10          | 29 يونيو، 2006    | 17 أغسطس، 2006    | FX                |
|        | 3      | 15          | 13 سبتمبر، 2007   | 15 نوفمبر، 2007   | FX                |
|        | 4      | 13          | 18 سبتمبر، 2008   | 20 نوفمبر، 2008   | FX                |
|        | 5      | 12          | 17 سبتمبر، 2009   | 10 ديسمبر، 2009   | FX                |
|        | 6      | 14          | 16 سبتمبر، 2010   | 16 ديسمبر، 2010   | FX                |
|        | 7      | 13          | 15 سبتمبر، 2011   | 15 ديسمبر، 2011   | FX                |
|        | 8      | 10          | 11 أكتوبر، 2012   | 20 ديسمبر، 2012   | FX                |
|        | 9      | 10          | 4 سبتمبر، 2013    | 6 نوفمبر، 2013    | FXX               |
|        | 10     | 10          | 14 يناير، 2015    | 18 مارس، 2015     | FXX               |
|        | 11     | 10          | 6 يناير، 2016     | 9 مارس، 2016      | FXX               |
|        | 12     | 10          | 4 يناير، 2017     | 8 مارس، 2017      | FXX               |

## الإنتاج
بدأ المُسلسل كفِكرة لفيلم قصير كتبها روب ماكيلهيني وغلين هاورتون، قصة رجل يخبر أصدقائه بأنه مُصاب بالسرطان، بينما يُحاول أصدقائهُ استعارة كوباً من السكر للقهوة التي أعدها. طورت بعدها لحلقة تجريبية بعنوان «التلفاز مُشمس دائماً»، صورها تشارلي داي، غلين هاورتون، وروب ماكيلهيني بكاميرا تسجيل رقمية. حاول الممثلون بيع الحلقة لعدة إستوديوهات. بعد مشاهدة الحلقة طلبت قناة «FX» موسماً واحداً.

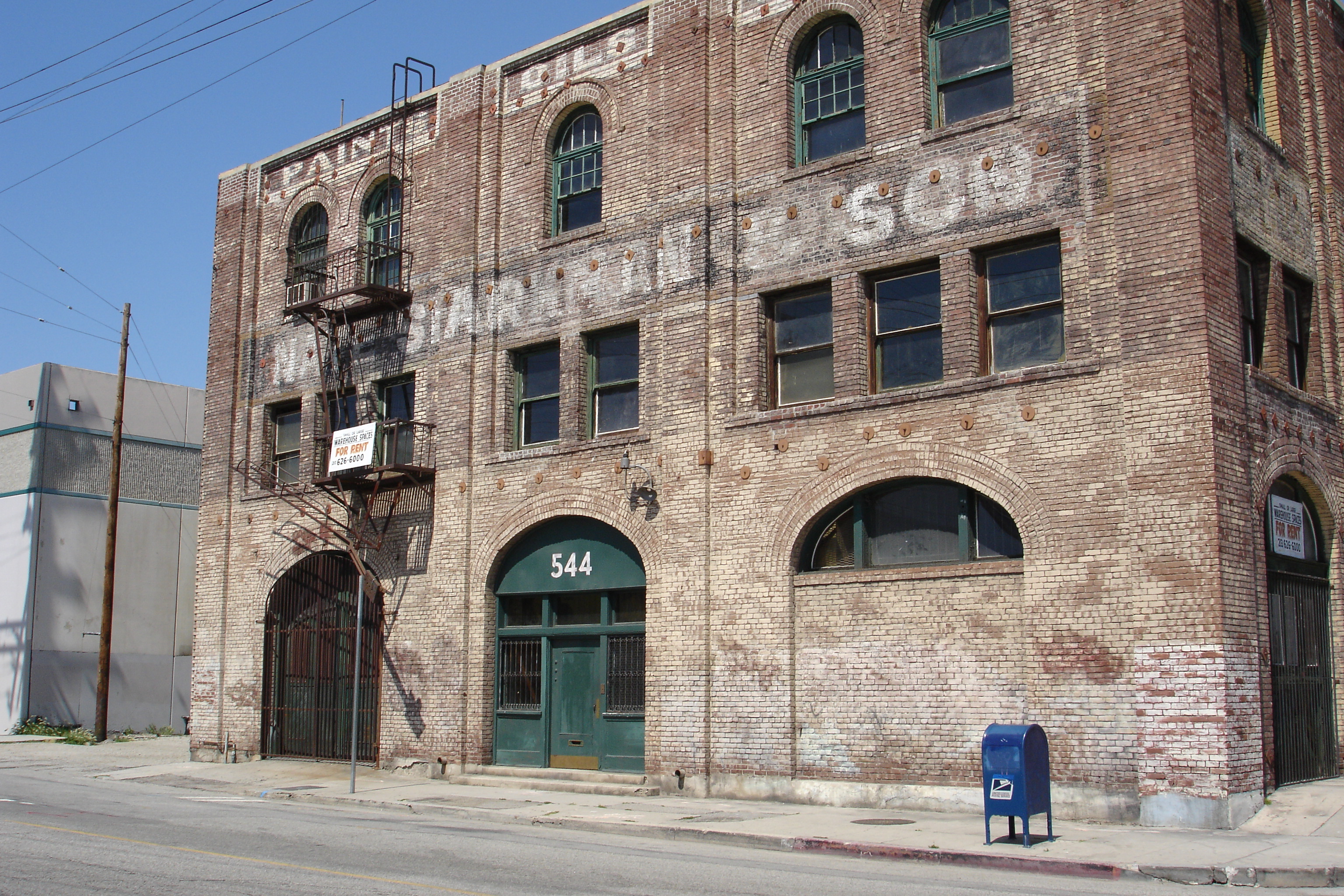
حانة باديز.

إنضم داني ديفيتو لطاقم التمثيل في الحلقة الأولى من الموسم الثاني، ولعب دور فرانك رينولدز والد دينيس (غلين هاورتون) ودي (كايتلين اولسون).

### حانة باديز
صورت المشاهد الخارجية للحانة في بناية ستاركمان، في 544 شارع ماتيو، لوس أنجلوس (34°02′25″N 118°13′59″W / 34.040312°N 118.232921°W)، ومُعضم المشاهد الداخلية صورت في إستوديو تَصوير مغلق في لوس انجلوس. في 2009، أعلنَ روب ماكيلهيني وكايتلين اولسون عن شراكتهم مع حانة سكينيرز في شارع 226، في فيلادلفيا (39°57′00″N 75°08′41″W / 39.949895°N 75.144795°W). وسُميت حانة ماكس تافيرن.

## البَث
استمر الموسم الأول لسبع حلقات وعُرضت آخر حلقة من الموسم في 13 سبتمبر، 2005. جددت القناة المُسلسل لموسم ثاني بدأ عرضهُ في 29 يونيو، حتى 17 أغسطس، 2006. عُرض الموسم الثالث في 13 سبتمبر، 2007 حتى 15 نوفمبر، 2007. وفي 5 مارس، 2008 جددت قناة «FX» المسلسل لموسم رابع. في 15 يوليو، 2008 أعلِنَ بأن القناة طلبت 39 حلقة أخرى لموسم خامس وسادس. عُرض الموسم الخامس في 17 سبتمبر، 2009 حتى 10 ديسمبر، 2009. في 31 مايو، 2010 بدأت قناة كوميدي سنترال بعرض حلقات معادة من المسلسل. كما بدأت قناة "WGN America" بعرض المُسلسل ضمن فقرات برامجها لخَريف 2011.
عرض الموسم السادس في 16 سبتمبر، 2010 حتى 9 ديسمبر، 2010 وأستمر لإثنا عشر حلقة واخرى خاصة بأعياد الميلاد. عرض الموسم السابع في 15 سبتمبر، 2011 حتى 15 ديسمبر، 2011، وأستمر لثلاثة عشر حلقة. في 28 مارس، 2013، جددت القناة المُسلسل لموسم عاشر وقررت نقل المُسلسل إلى قناة «FXX».

## الإستقبال
حصل المُسلسل على إستحسان النقاد. وحصل على تقييم 96% (طازج) على موقع الطماطم الفاسدة.

### الجوائز والترشيحات
| السنة | الجائزة                 | الفئة                                              | الفائزين / المرشحين         | النتائج |
| ----- | ----------------------- | -------------------------------------------------- | --------------------------- | ------- |
| 2008  | جائزة ستالايت           | أفضل ممثل في مسلسل، كوميدي او موسيقي               | داني ديفيتو                 | ترشح    |
| 2008  | جائزة ستالايت           | أفضل مسلسل تلفزيوني، كوميدي او موسيقي              | مسلسل فيلادلفيا دائماً مشمسة | ترشح    |
| 2011  | جائزة ستالايت           | أفضل ممثل في مسلسل، كوميدي او موسيقي               | تشارلي داي                  | ترشح    |
| 2011  | جائزة ستالايت           | أفضل مسلسل تلفزيوني، كوميدي او موسيقي              | مسلسل فيلادلفيا دائماً مشمسة | فوز     |
| 2012  | جائزة أختيار الناس      | أفضل مسلسل كوميدي على قناة كابل                    | مسلسل فيلادلفيا دائماً مشمسة | ترشح    |
| 2013  | جائزة أختيار الناس      | أفضل مسلسل كوميدي على قناة كابل                    | مسلسل فيلادلفيا دائماً مشمسة | ترشح    |
| 2013  | جوائز الإيمي برايم تايم | أفضل منسق مجازفات في مسلسل كوميدي او برنامج منوعات | مارك سكيزاك                 | ترشح    |
| 2014  | جوائز الإيمي برايم تايم | أفضل منسق مجازفات في مسلسل كوميدي او برنامج منوعات | مارك سكيزاك                 | ترشح    |
| 2015  | جوائز الإيمي برايم تايم | أفضل منسق مجازفات في مسلسل كوميدي او برنامج منوعات | مارك سكيزاك                 | ترشح    |
| 2016  | جائزة أختيار الناس      | أفضل مسلسل كوميدي على قناة كابل                    | مسلسل فيلادلفيا دائماً مشمسة | فوز     |

## أعمال مُتعلقة

### النسخة الروسية
في 12 مايو، 2014 أُطلِقت نسخة روسية من المُسلسل على قناة "TNT" بعنوان (الروسية: В Москве всегда солнечно، V Moskve vsegda solnechno)، (بالإنجليزية: It's Always Sunny in Moscow)، (بالعربية: موسكو دائماً مُشمِسة). ويتابع أيضاً حياةَ أربعة أصدقاء، يملِكون حانةً تُدعى «فيلادلفيا» في موسكو.

### الكتاب
اصدِر أول كِتاب للمُسلسل في 6 يناير، 2015 بعنوان «الشلّة يكتبون كتاباً عن مساعدة الذات»

## وصلات خارجية
- الموقع الرسمي
- فيلادلفيا دائما مشمسة على موقع IMDb (الإنجليزية)
- فيلادلفيا دائما مشمسة على موقع ميتاكريتيك (الإنجليزية)
- فيلادلفيا دائما مشمسة على موقع روتن توميتوز (الإنجليزية)
- فيلادلفيا دائما مشمسة على موقع كينوبويسك (الروسية)
- فيلادلفيا دائما مشمسة على موقع ألو سيني (الفرنسية)
- فيلادلفيا دائما مشمسة على موقع قاعدة بيانات الفيلم (الإنجليزية)